# روبلیوفکا (باشقیرستان)
روبلیوفکا (انگلیسی: Rublyovka, Republic of Bashkortostan) یک شهرک در شهرستان داولکانوفسکی در استان باشقیرستان کشور روسیه است.